# Bad Words
Bad Words è film del 2014 diretto da Jason Bateman.
Commedia statunitense con protagonista lo stesso regista Bateman.

## Trama
Il quarantenne Guy Triby scopre che può partecipare al prestigioso concorso di spelling della Golden Quill Spelling poiché è aperto a chi non ha ancora completato le scuole medie e lui le ha abbandonate a undici anni, perciò si iscrive per vincere i 50.000 dollari del premio finale. 
Dopo avere vinto le competizioni regionali di spelling, Triby accede alle gare nazionali, sotto lo sguardo severo e sprezzante dei genitori dei piccoli partecipanti. Sul volo per una tappa del concorso nazionale, Triby conosce il decenne di origini indiane Chaitanya Chopra che lo prende in simpatia e cerca di essergli amico, benché il quarantenne non abbia tempo per lui e continui a respingerlo a parole. 
Arrivato a Los Angeles, dove trova una detrattrice nella dottoressa Bernice Deagan, inizia a provare affetto e simpatia per il ragazzino indiano, facendogli un po' da padre. Con il procedere del concorso, Triby scopre che il padre di Chaitanya lo sta costringendo a essergli amico per poi ingannarlo.

## Produzione
La commedia, scritta da Andrew Dodge, fu compresa nella black list del 2011. Poco dopo Jason Bateman ne acquistò i diritti e decise di interpretare e dirigersi lui stesso, curando lui stesso il casting e scegliendo lui stesso il piccolo protagonista.
Il film fu presentato in anteprima nel 2013 al Toronto International Film Festival, e successivamente proiettato soltanto per alcune anteprime in America. Prodotto con 10 milioni di dollari, ne ha incassati al botteghino americano 7,8, ricevendo un mix di critiche favorevoli e no. È stato criticato, in particolare, il linguaggio altamente offensivo con cui il protagonista si rivolge al suo co-protagonista minorenne. Il film è stato girato interamente a Los Angeles e le riprese sono iniziate nel novembre del 2012.